# Gruppo dell'ematite
Il gruppo dell'ematite è un gruppo di minerali caratterizzati dalla formula chimica generica M2O3, dove M è un metallo fra alluminio, ferro, vanadio, cromo, titanio. I minerali appartenenti a questo gruppo cristallizzano nel sistema trigonale.

## Minerali del gruppo dell'ematite
- Corindone
- Ematite
- Eskolaite
- Karelianite
- Tistarite